# Kiss Meets the Phantom of the Park
Kiss Meets the Phantom of the Park, conocido en Hispanoamérica como Kiss contra los fantasmas, Kiss contra el fantasma del parque o Kiss en el infierno del Rock, es un telefilme estadounidense de ciencia ficción, estrenado en 1978, con la participación del grupo Kiss como protagonistas y dirigida por Gordon Hessler. La trama de la película gira en torno a los miembros de Kiss, que utilizan sus superpoderes para luchar contra un malvado inventor (Abner Devereaux, interpretado por Anthony Zerbe) y para salvar de la destrucción un parque de diversiones de California.
NBC transmitió la película aprovechando la popularidad de Kiss en los Estados Unidos. Debido a sus malas actuaciones y al pobre guion, a la mayoría de los fanáticos de Kiss no les interesó la cinta. Pese a su escasa calidad, ha alcanzado el estatus de película de culto. Incluso los propios miembros de Kiss despreciaron la película por hacerlos parecer bufonescos. Durante varios años, los músicos de la banda le prohibieron a cualquier miembro de su equipo técnico siquiera mencionar la existencia de la película.

## Sinopsis
En el parque de diversiones Six Flags Magic Mountain, Abner Deveraux, el ingeniero del parque y creador de una serie de atracciones animatrónicas, no está contento de que sus obras se vean eclipsadas por un próximo concierto de Kiss. Calvin Richards, el propietario del parque, explica que el concierto generará ingresos muy necesarios para compensar los problemas de control de calidad que han plagado las creaciones de Deveraux. Melissa, una invitada del parque, se preocupa cuando su novio, Sam Farrell, un empleado del parque, ha desaparecido. Mientras tanto, tres punks sabotean uno de los juegos, y Deveraux es culpado por el incidente.
Melissa va al laboratorio de Devereaux, que fue el último lugar donde Sam fue visto. Devereaux la despide después de explicar que no ha visto a Sam, pero después de que ella deja el laboratorio, revela que Sam ha sido puesto bajo control mental mediante el uso de un dispositivo electrónico en su cuello. Los tres punks entran en la Cámara de las Emociones, donde caen en las trampas de Devereaux. Richards despide a Devereaux por su comportamiento errático e ignora la seguridad de los huéspedes; debido a esto, Devereaux jura venganza contra Richards, el parque y Kiss, culpándolos por su desgracia.
Poco después del primer concierto de Kiss en el parque, Devereaux intenta desacreditarlos al desatar una copia robótica de Gene Simmons para causar estragos en el parque y los guardias de seguridad. La banda es interrogada al día siguiente, pero no se toman medidas al respecto. Melissa busca ayuda de la banda para encontrar a Sam, sin saber que el pase de seguridad que recibió de Devereaux es un dispositivo de rastreo. Devereaux envía a Sam a robar los talismanes de los músicos, pero el plan se frustra debido al campo de fuerza de los talismanes. Los miembros de Kiss se cuelan en el parque para enfrentarse a Devereaux, pero pierden sus poderes y son encarcelados después de que Sam logra robar los talismanes y Devereaux los neutraliza con una pistola de rayos. Devereaux envía sus copias robóticas de Kiss para arruinar su concierto e incitar disturbios, pero los reales Kiss logran recuperar sus poderes y escapar para derrotar a los impostores y salvar el concierto.
Después del espectáculo, Kiss, Melissa y Richards se enfrentan a Devereaux, pero descubren que se ha congelado en un estado catatónico. Paul Stanley retira el dispositivo de control mental de Sam y lo devuelve a la normalidad. Richards lamenta la muerte de Devereaux al decir: "Creó a Kiss para destruir a Kiss... y perdió".

## Reparto

### Kiss
- Ace Frehley como él mismo. También conocido como Space Ace, Frehley tiene la habilidad de disparar rayos láser y de teletransportarse.
- Paul Stanley como él mismo. También conocido como Starchild, Stanley puede disparar un rayo láser desde la estrella de su ojo derecho. También puede controlar las mentes y escuchar conversaciones ajenas a una larga distancia.
- Gene Simmons como él mismo. También conocido como Demon, Simmons tiene una gran fuerza física y puede escupir fuego. Además, su voz tiene una gran reverberación.
- Peter Criss como él mismo. También conocido como Catman, Criss tiene una agilidad sobrehumana y un gran poder de salto.

### Otros
- Anthony Zerbe como Abner Devereaux.
- Carmine Caridi como Calvin Richards.
- Deborah Ryan como Melissa.
- John Dennis Johnston como Chopper.
- John Lisbon Wood como Slime.
- Lisa Jane Persky como Dirty Dee.
- John Chappell como Sneed.
- Terry Lester como Sam Farell.
- Don Steele como él mismo.

## Desarrollo

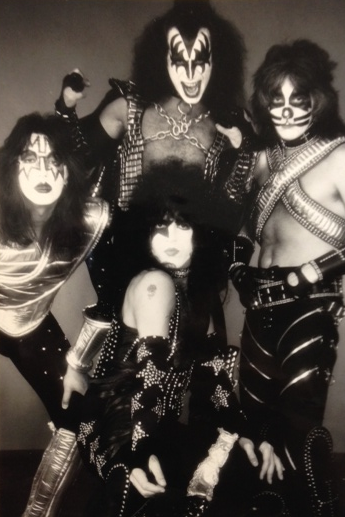
Kiss en 1977, año en el que experimentaron su máximo nivel de popularidad.

La popularidad comercial de Kiss llegó a su punto máximo en 1978. El ingreso bruto del grupo en 1977 ascendió a $10.2 millones, no obstante, el director creativo Bill Aucoin sintió que el ciclo de lanzamientos de álbumes y giras había llevado a Kiss tan lejos como podían llegar, y que era hora de elevar la imagen del grupo al siguiente nivel. Por este motivo, formuló un plan para convertir a Kiss en superhéroes, un proceso que comenzó con el lanzamiento en 1977 de un cómic relacionado con los miembros de la agrupación. La banda estuvo de acuerdo, y se desarrollaron planes para una eventual película.

## Producción
El rodaje de Kiss Meets the Phantom of the Park comenzó en mayo de 1978 bajo la producción de Hanna-Barbera, empresa conocida principalmente por dibujos animados. La mayor parte de la película fue filmada en Magic Mountain en California, con filmación adicional en Hollywood Hills. Gran parte de la producción se apresuró y el guion sufrió numerosas reescrituras. Los cuatro miembros de Kiss recibieron cursos acelerados de actuación.
Antes de completar el guion, los guionistas Jan Michael Sherman y Don Buday pasaron tiempo con cada miembro de Kiss, en un esfuerzo por tener una idea de como actuaban y hablaban cada uno de ellos. Frehley, conocido por su comportamiento excéntrico, se rehusó a hablar con los guionistas. Como resultado, Frehley no recibió originalmente ninguna línea, salvo algunas breves exclamaciones. Al enterarse de su falta de diálogo, Frehley amenazó con abandonar el proyecto. Poco después, se escribieron algunas líneas para él.
Ninguno de los miembros de la banda tenía experiencia previa en la actuación, por lo que tuvieron dificultades para ajustarse a las demandas de la filmación. Frehley y Criss, en particular, se frustraban cada vez más con los largos períodos de inactividad normalmente asociados con la creación de películas. Ambos también estaban lidiando con niveles crecientes de abuso de sustancias.
El diálogo de Criss en la película tuvo que ser doblado por el conocido actor de voz Michael Bell (que había trabajado con el productor Joseph Barbera en una serie de proyectos anteriores), ya que se negó a participar en la posproducción. La única vez que se escucha la voz real de Criss en la película es durante una interpretación acústica de la canción "Beth".
El 27 de mayo, el último día de filmación, Criss y el gerente de la gira, Fritz Postlethwaite, estuvieron involucrados en un grave accidente automovilístico. Postlethwaite sufrió quemaduras pero pronto volvió a trabajar para Kiss. Las lesiones de Criss fueron menores. En algunas ocasiones, Frehley dejaba el set durante el rodaje debido a discusiones con el director de la película. En una escena que Frehley abandonó, su doble afroamericano se puede ver claramente en su lugar.
El concierto que se muestra en la película fue grabado en el estacionamiento de Magic Mountain el 19 de mayo de 1978, frente a una multitud de 8000 personas. Las entradas para el concierto fueron entregadas por la estación local de radio AM KTNQ. "Rip and Destroy", una versión alternativa de la canción "Hotter than Hell" que apareció en la película, no se tocó durante el concierto.

## Música
La banda sonora de la película en su versión europea fue interpretada en su totalidad por Kiss.

| N.º | Título                                             | Escritor(es)            | Original release          | Duración |  |
| 1.  | «Radioactive»                                      | Simmons                 | Gene Simmons (1978)       | 3:50     |  |
| 2.  | «Almost Human»                                     | Simmons                 | Love Gun (1977)           | 2:49     |  |
| 3.  | «Mr. Make Believe»                                 | Simmons                 | Gene Simmons (1978)       | 4:00     |  |
| 4.  | «Man of 1,000 Faces»                               | Simmons                 | Gene Simmons (1978)       | 3:16     |  |
| 5.  | «Rip and Destroy» ("Hotter than Hell")             | Stanley                 | Hotter than Hell (1974)   | 3:30     |  |
| 6.  | «Rock 'N' Roll All Nite»                           | Simmons, Stanley        | Dressed to Kill (1975)    | 2:49     |  |
| 7.  | «Shout It Out Loud»                                | Stanley, Simmons, Ezrin | Destroyer (1976)          | 2:49     |  |
| 8.  | «Easy Thing»                                       | Criss, Stan Penridge    | Peter Criss (1978)        | 3:53     |  |
| 9.  | «That's the Kind of Sugar Papa Likes»              | Criss, Penridge         | Peter Criss (1978)        | 2:59     |  |
| 10. | «Beth»                                             | Criss, Penridge         | Destroyer (1976)          | 2:45     |  |
| 11. | «Love in Chains»                                   | Stanley                 | Paul Stanley (1978)       | 3:34     |  |
| 12. | «I Stole Your Love»                                | Stanley                 | Love Gun (1977)           | 3:04     |  |
| 13. | «Hold Me, Touch Me (Think of Me When We're Apart)» | Stanley                 | Paul Stanley (1978)       | 3:40     |  |
| 14. | «Fractured Mirror»                                 | Frehley                 | Ace Frehley (1978)        | 5:25     |  |
| 15. | «New York Groove»                                  | Ballard                 | Ace Frehley (1978)        | 3:01     |  |
| 16. | «Hooked on Rock 'N' Roll»                          | Criss, Penridge, Poncia | Peter Criss (1978)        | 3:37     |  |
| 17. | «Classical Guitar Segue»                           | John Shane Howell       | Gene Simmons (1978)       | -        |  |
| 18. | «It Must Be That Look In Her Eyes»                 | The Golden Staters      | The Golden Staters (1972) | 1:56     |  |

## Recepción
En los últimos años, las declaraciones públicas de Kiss sobre la película han sido una mezcla de desconcierto y disgusto. En el programa When Kiss Ruled the World de VH1, Gene Simmons afirmó que "es una película clásica... película clásica si estás drogado", mientras que Ace Frehley afirmó que no pudo parar de reír desde el comienzo de la filmación hasta el final. En una entrevista con la revista Sterling-McFadden a principios de la década de 1990, Simmons comparó la película con Plan 9 del Espacio Exterior, asegurando en forma de broma que ambas películas serían la elección perfecta para una doble función en el autocinema.
En los años transcurridos desde su lanzamiento inicial, Kiss Meets the Phantom of the Park ha alcanzado un estatus de culto, principalmente entre los fanáticos de Kiss. La edición europea de la película (que elimina la mayor parte del diálogo de Ace Frehley) está disponible en DVD como parte de Kissology Volume Two: 1978–1991, una colección de conciertos y apariciones en televisión. Anteriormente, la disponibilidad se limitaba a dos breves lanzamientos de VHS en la década de 1980 y un lanzamiento en disco láser en 1991.